# Cheilanthes bolborrhiza
Cheilanthes bolborrhiza är en kantbräkenväxtart som beskrevs av John T. Mickel och Joseph M. Beitel.
Cheilanthes bolborrhiza ingår i släktet Cheilanthes och familjen Pteridaceae. Inga underarter finns listade i Catalogue of Life.